# جايمي ريان
جايمي ريان (بالإنجليزية: Jaime Ryan)‏ هي متسابقة يخت أسترالية، ولدت في 8 مايو 1994.

## وصلات خارجية
- جايمي ريان على موقع الاتحاد الدولي للملاحة الشراعية (موقع جديد) (الإنجليزية)
- جايمي ريان على موقع الاتحاد الدولي للملاحة الشراعية (موقع قديم) (الإنجليزية)
- جايمي ريان على موقع اللجنة الأولمبية الدولية (الإنجليزية)
- جايمي ريان على موقع أوليمبيديا (الإنجليزية)
- جايمي ريان على موقع اللجنة الأولمبية الأسترالية (الإنجليزية)